# Hippoltskirch
Le hippoltskirch est un monument historique situé à Sondersdorf, dans le département français du Haut-Rhin.

## Localisation
Ce bâtiment est situé hippoltskirch à Sondersdorf.

## Historique
L'édifice fait l'objet d'une inscription au titre des monuments historiques depuis 1995.